# Armando Sadiku
Armando Durim Sadiku (sinh ngày 27 tháng 5 năm 1991) là một cầu thủ bóng đá chuyên nghiệp người Albania, đóng vai trò là tiền đạo cho câu lạc bộ Tây Ban Nha Levante và Đội tuyển bóng đá quốc gia Albania.

## Thống kê sự nghiệp

### Bàn thắng quốc tế
| #  | Ngày                 | Địa điểm                                                    | Trận | Đối thủ    | Bàn thắng | Kết quả | Giải đấu                 |
| -- | -------------------- | ----------------------------------------------------------- | ---- | ---------- | --------- | ------- | ------------------------ |
| 1  | 7 tháng 9 năm 2012   | Sân vận động Qemal Stafa, Tirana, Albania                   | 4    | Síp        | 1–0       | 3–1     | Vòng loại World Cup 2014 |
| 2  | 11 tháng 10 năm 2015 | Sân vận động Cộng hòa Vazgen Sargsyan, Yerevan, Armenia     | 14   | Armenia    | 3–0       | 3–0     | Vòng loại Euro 2016      |
| 3  | 29 tháng 3 năm 2016  | Sân vận động Josy Barthel, Thành phố Luxembourg, Luxembourg | 18   | Luxembourg | 1–0       | 2–0     | Giao hữu                 |
| 4  | 29 tháng 5 năm 2016  | Sân vận động Hartberg, Hartberg, Áo                         | 19   | Qatar      | 3–1       | 3–1     | Giao hữu                 |
| 5  | 3 tháng 6 năm 2016   | Sân vận động Atleti Azzurri d'Italia, Bergamo, Ý            | 20   | Ukraina    | 1–1       | 1–3     | Giao hữu                 |
| 6  | 19 tháng 6 năm 2016  | Parc Olympique Lyonnais, Lyon, Pháp                         | 23   | România    | 1–0       | 1–0     | Euro 2016                |
| 7  | 5 tháng 9 năm 2016   | Sân vận động Loro Boriçi, Shkodër, Albania                  | 25   | Macedonia  | 1–0       | 2–1     | Vòng loại World Cup 2018 |
| 8  | 11 tháng 6 năm 2017  | Sân vận động Sammy Ofer, Haifa, Israel                      | 28   | Israel     | 1–0       | 3–0     | Vòng loại World Cup 2018 |
| 9  | 11 tháng 6 năm 2017  | Sân vận động Sammy Ofer, Haifa, Israel                      | 28   | Israel     | 2–0       | 3–0     | Vòng loại World Cup 2018 |
| 10 | 13 tháng 11 năm 2017 | Sân vận động Antalya mới, Antalya, Thổ Nhĩ Kỳ               | 32   | Thổ Nhĩ Kỳ | 1–0       | 3–2     | Giao hữu                 |
| 11 | 13 tháng 11 năm 2017 | Sân vận động Antalya mới, Antalya, Thổ Nhĩ Kỳ               | 32   | Thổ Nhĩ Kỳ | 2–0       | 3–2     | Giao hữu                 |
| 12 | 25 tháng 3 năm 2019  | Sân vận động Quốc gia, Andorra la Vella, Andorra            | 35   | Andorra    | 1–0       | 3–0     | Vòng loại Euro 2020      |